# Нижние Горицы
Нижние Горицы — деревня в Селижаровском муниципальном округе Тверской области.

## География
Находится в западной части Тверской области на расстоянии приблизительно 19 км на запад-юго-запад по прямой от административного центра округа поселка Селижарово.

## История
Деревня была показана (тогда Горицы) ещё на карте 1825 года. В 1859 году здесь (деревня Осташковского уезда Тверской губернии) было учтено 11 дворов, в 1941 — 44. До 2017 года входила в Шуваевского сельского поселения, с 2017 по 2020 год в составе Селищенского сельского поселения Селижаровского района до их упразднения.

## Население
Численность населения: 84 человека (1859 год), 2 (русские 100 %) 2002 году, 1 в 2010.